# Stydd Brook
Der Stydd Brook ist ein Wasserlauf in Lancashire, England. Er entsteht nördlich von Ribchester und fließt in südlicher Richtung bis zu seiner Mündung in den River Ribble im Südosten von Ribchester.